# 비치케이 베르털런
비치케이 베르털런(헝가리어: Bicskei Bertalan, 1944년 9월 17일 ~ 2011년 7월 17일)은 헝가리 출신의 전 축구 선수 및 지도자이다.
헝가리 축구 국가대표팀 감독을 역임하였으며 1990년 11월 대우 로얄즈의 감독으로 선임되었으며 1991 시즌을 우승으로 이끌었다. 원래는 1990년 FIFA 월드컵에서 체코슬로바키아 축구 국가대표팀을 8강에 올려놓은 벵글로스 감독을 선임하려고 하였으나 높아진 몸값으로 데려오지 못하였다. 1991년 시즌 대우의 감독으로 재임하며 21경기 무패 신기록 (1991/5/8~1991/8/31)을 세우며 클럽 통산 3번째 우승으로 이끌며 첫 번째 K리그를 제패하고 K리그 감독상을 수상한 외국인 감독이 되었으나 재계약에 실패하여 K리그에서 우승하고도 감독직을 연장하지 못한 첫 번째 감독이 되었다. 2011년에 타계하였으며 비츠케이의 아들이 과거 대우 로얄즈 시절 비츠케이 감독의 영상을 부탁하기도 하였다.

## 수상

### 감독
대우 로얄즈
- K리그 우승 1회 : 1991

 대우 로얄즈
- K리그 감독상 : 1991